# オー・ヘンリー
- オー・ヘンリー
- O・ヘンリー
- O・ヘンリ

オー・ヘンリー（O. Henry、本名：William Sydney Porter、ウィリアム・シドニー・ポーター、1862年9月11日 - 1910年6月5日）は、アメリカの小説家。主に掌編小説、短編小説を得意とし、約280の短編作品を残した。市民の哀歓を描き出した短編が多く、英米ではイギリスの小説家サキと並んで短編の名手と呼ばれる。映画化されたものも少なくない。
公金横領罪で服役中に小説を書き始め、出獄後はニューヨークに移って執筆を行った。

## 生涯
米国のノースカロライナ州グリーンズボロで、医師アルジャーノン・シドニーの息子として生まれる。3歳の時に母親が亡くなり、教育者の叔母によって育てられた。本好きではあったが、15歳で学業を離れた。
知人のすすめにより1882年、テキサスに移り住み、薬剤師、ジャーナリスト、銀行の出納係などさまざまな職を転々として数年を過ごす。1884年、テキサスのオースティンに移り住んだ後、1887年にアトール・エステスと結婚。1894年に『The Rolling Stone』という諷刺週刊紙を刊行した。しかし、あまりうまくいかず、同誌は翌年4月に廃刊となり、『ヒューストン・ポスト』にコラムニスト兼記者として参加するようになった。
1896年、以前に働いていたオハイオ銀行の金を横領した疑いで起訴された。経営がうまくいっていなかった『The Rolling Stone』紙の運営費に回したと思われたのである。銀行側も周囲も好意的であったにもかかわらず、裁判が行われるオーストン行きの列車から降り、病気の妻と娘を残してニューオリンズへと逃亡した。1897年には、妻の危篤を聞きつけて家にもどった。保釈金をさらに納め、数か月間は妻の看病に徹したが、甲斐なく同年7月25日に先立たれた。1898年2月7日に懲役8年の有罪判決を受ける。この横領の真相については、彼自身が何も語らなかったため、よくわかっていない。
服役前から掌編小説を書き始めていたが、この服役中にも多くの作品を密かに新聞社や雑誌社に送り、3作が服役期間中に出版された。刑務所での待遇は良く、獄中で薬剤師として働いていたため、監房ではなく刑務所病院で寝起きし､夜の外出許可まで出されていた。模範囚として減刑され、1901年7月24日には釈放となった。
釈放された後、娘と義父母が待つピッツバーグで新しい生活を始めた。『ピッツバーグ・ディスパッチ』紙のフリーランスの記者として働く一方で、作家活動を続けたのである。
その後、たった9か月で娘のいるピッツバーグを離れ、1902年にはニューヨークへと単身移り住んだ。当時すでにニューヨークは人口400万人を誇る大都市であり、作家としての売り込みもしやすかったからである。事実、このニューヨークで多くの作品を発表、出版し、中でも『ニューヨーク・ワールド』紙とは毎週1編の作品を掲載するという契約を交わしている。
1904年、処女作『キャベツと王様』が出版され、1906年にも『四百万』が発表された。1905年、ヘンリーに宛てて一通の手紙が届き、それが縁で1907年11月27日、幼なじみのサラ・リンゼイ・コールマンと再婚。新居を構えると、娘のマーガレットを呼び寄せ、新しい生活を始めた。
しかし、過度の飲酒からこのころには体を壊しており、1908年には、家族はまたバラバラに生活をすることとなった。
1910年6月5日、主に過度の飲酒を原因とする肝硬変と糖尿病を併発し病院で生涯を閉じた。テキサス州オースティンにオー・ヘンリーハウスがある。

## ペンネームの由来
ペンネームが服役中に決められたことは確かだが、その由来には、いくつかの説がある。
1. 新聞の社交欄にあった平凡な名前ヘンリーに、もっとも呼びやすいOをくっつけた
2. 可愛がっていた野良猫の名前を呼ぶときの「おーい、ヘンリー」から取った
3. オハイオ州立刑務所“Ohio Penitentiary”から取った
4. 刑務所の看守、または逃亡中に出会った強盗Orrin Henryから取った

さまざまな説はあるが、獄中から検閲を経ないで出版社に投稿をしていたことは規則違反であり、それを隠蔽するためにペンネームが一役買ったことは事実である。

## 代表作
- 『最後の一葉』 (The Last Leaf) - 病床に伏せる女は、窓からみえる蔦の葉がすべて落ちたなら私の命も尽きるだろう、と告げた。それを聞き知った貧乏画家は……。
- 『賢者の贈り物』 (The Gift of the Magi) - クリスマスプレゼントを用意することが互いに出来なかった夫婦は、ある手段を用いて……。
- 『都会の敗北』 (The Defeat of the City) - 都会で金と名誉を得た紳士が妻とともに帰省する。そこで弟妹たちとはしゃぐ夫を見た妻は……。
- 『警官と讃美歌』 (The Cop and The Anthem) - あるホームレスが越冬策として、わざわざ刑務所に行こうと街でいろいろな悪事を試みるのだが……。
- 『赤い酋長の身代金』(The Ransom of Red Chief) - 二人の男がある街の町長の息子を誘拐し、身代金をせしめようとするが……。
- 『よみがえった改心』 (A Retrieved Reformation) - 善良な市民として人生をやり直そうとする元金庫破り。婚約者と自分の待ち合わせ場所で新型金庫に子供が閉じ込められる事件が発生！　彼をつけねらう警官の前でとった行動とは……。
- 『緑の扉』 (The Green Door) - 歯科医院のチラシ配りから若者が受け取った紙には、なぜか『緑の扉』の文字。冒険心をかきたてられた若者は……。
- 『自動車を待つ間』 (While the Auto Waits)
- 『振子』 (The Pendulum)
- 『アラカルトの春』 (Springtime a'la Carte)
- 『運命の衝撃』 (The Shocks of Doom)
- 『ハーグレイブズの一人二役』 (The Duplicity of Hargraves)
- 『魔女のパン』 (Witches'Loaves)
- 『ラッパの響き』 (The Clarion Call)
- 『多忙な仲買人のロマンス』 (The Romance of a Busy Broker)
- 『黄金の神と恋の射手』 (Mammon and the Archer)
- 『桃源郷の短期滞在客』 (Transients in Arcadia)
- 『馭者台から』 (From the Cabby's Seat)
- 『水車のある教会』 (The Church with an Overshot-Wheel)
- 『アレキイのほれぐすり』 (The Love-Philtre of lkey Schoenstein)
- 『手入れのよいランプ』 (The Trimmed Lamp)
- 『睡魔との戦い』 (At Arms with Morpheus)
- 『ハーレムの悲劇』 (A Harlem Tragedy)
- 『運命の道』 (Roads of Destiny)
- 『20年後』　(After Twenty Years)

シャーロック・ホームズのパロディも手がけている。また､『キャロウェイの暗号』は欧米では暗号小説の秀作として取り上げられることもある。

## オー・ヘンリー賞
オー・ヘンリーの名を冠して、英語の優れた短編小説に与えられる賞としてオー・ヘンリー賞がある。

## 日本での紹介
日本で作品が紹介されたのは、1920年（大正9年）に『新青年』に『運命の道』が掲載されたのが初めであった。
以下は主な日本語訳（現行版）
- 青山南ほか訳 『O・ヘンリー ニューヨーク小説集 街の夢』ちくま文庫、2022年
- 青山南ほか訳 『O・ヘンリー ニューヨーク小説集』ちくま文庫、2015年
- 小川高義訳 『O・ヘンリー傑作選』新潮文庫 全3巻、2015年
- 越前敏弥訳 『賢者の贈り物　オー・ヘンリー傑作集1』角川文庫、2020年11月
- 越前敏弥訳 『最後のひと葉　オー・ヘンリー傑作集2』角川文庫、2021年3月
- 常盤新平訳 『恋人たちのいる風景　O・ヘンリー ラブ・ストーリーズ』新版・言視舎、2022年
- 金原瑞人訳 『最後のひと葉』岩波少年文庫、2001年
- 大津栄一郎訳 『オー・ヘンリー傑作選』岩波文庫、1979年

## 映画化
- 『人生模様』（じんせいもよう、O. Henry's Full House）1952年のアメリカのアンソロジー映画。オー・ヘンリーによる5つの短編を、ヘンリー・コスター、ヘンリー・ハサウェイ、ジーン・ネグレスコ、ハワード・ホークス、ヘンリー・キングがそれぞれ監督した。